# Cvijetin Mijatović
Cvijetin Mijatović, más conocido por su sobrenombre Majo (en serbio cirílico Цвијетин Мијатовић; Lopare, 8 de enero de 1913 – Belgrado, 15 de noviembre de 1993) fue un político comunista yugoslavo. Fue Presidente de la Presidencia Colectiva de Yugoslavia entre el 15 de mayo de 1980 y el 15 de mayo de 1981 y Presidente de la Liga de los Comunistas de Bosnia y Herzegovina entre 1965 y 1969.

## Biografía
Mijatović nació en Lopare, por aquel entonces perteneciente a Austria-Hungría, en una familia humilde de artesanos. En 1932 ingresó en la Facultad de Filosofía de la Universidad de Belgrado. Allí se unió a las filas de las juventudes estudiantiles revolucionarias y participó activamente en sus acciones y manifestaciones. En 1934 se afilió al Partido Comunista de Yugoslavia. Entre 1934 y 1936 fue miembro del Comité Universitario del Partido. Detenido en 1935, fue condenado y enviado al campo de concentración de Višegrad. 
En 1936 se convirtió en instructor del Comité Provincial del Partido Comunista Yugoslavo para Serbia, y en 1938 fue enviado a Bosnia con el cometido de crear de nuevas organizaciones del partido. En 1939, tras regresar de Bosnia, se convirtió en miembro del Comité Local de Belgrado del Partido. En 1940 fue enviado nuevamente a Bosnia, donde trabajó en la creación y fortalecimiento de organizaciones del partido en la zona de Tuzla.
Tras la invasión de Yugoslavia en 1941, trabajó activamente en la organización y preparación del levantamiento. Pasó la mayor parte de la guerra en el este de Bosnia, en varios puestos militares y políticos de liderazgo. En junio de 1941, se convirtió en comisario político del Cuartel General del Movimiento Partisano de la región de Tuzla. Posteriormente fue comisario político de varios destacamentos partisanos, miembro del Estado Mayor Operativo para Bosnia Oriental y comisario político de la Sexta Brigada de Ataque de Bosnia Oriental.
En junio de 1943 fue nombrado secretario del Comité Regional del Partido Comunista de Yugoslavia y secretario del Comité Regional del Frente Popular de Liberación de Bosnia Oriental. Fue miembro del Consejo Estatal Antifascista para la Liberación Nacional de Bosnia y Herzegovina (ZAVNOBiH) desde su fundación y miembro del Consejo Antifascista de Liberación Nacional de Yugoslavia (AVNOJ), desde su segundo congreso, celebrado en Jajce en noviembre de 1943.
Tras la liberación, ocupó varios cargos importantes en el Estado y en el partido:
- 1945-1958: Ministro del Gobierno de la República Popular de Bosnia y Herzegovina:
- 1958-1961: Director del periódico "Komunist", órgano de la Liga de los Comunistas de Yugoslavia;
- 1961-1965: Embajador de Yugoslavia en la Unión Soviética:
- 1965-1969: Presidente del Comité Central de la Liga de los Comunistas de Bosnia y Herzegovina.

Fue elegido miembro del Comité Central de la Liga de los Comunistas de Yugoslavia (SKJ) en sus 5.º, 6.º, 7.º y 8.º Congresos. Desde el 8.º Congreso (1964) fue miembro del Comité Ejecutivo del Comité Central de la SKJ, y desde octubre de 1966 fue también miembro del Presídium del Comité Central de la Liga de los Comunistas de Yugoslavia. Fue miembro del Comité Ejecutivo del Comité Central de la Liga de los Comunistas de Bosnia y Herzegovina, y entre 1965 y 1969 fue su presidente.
Fue Miembro del Comité Federal de la Alianza Socialista del Pueblo Trabajador de Yugoslavia, miembro del Comité Central de la Alianza Socialista del Pueblo Trabajador de Bosnia y Herzegovina y miembro del Consejo de la Federación de la RFSY. Fue elegido durante varios mandatos diputado a la Asamblea Nacional de la RS de Bosnia y Herzegovina y a la Asamblea Federal de la RFSY.
Fue miembro de la Presidencia de la RFSY desde 1974 hasta 1984. De 1980 a 1981 ostentó el cargo de Presidente de la Presidencia de la RFSY.
Falleció en Belgrado el 15 de noviembre de 1993. Está enterrado en el Cementerio Nuevo (Novo groblje) de Belgrado.

## Vida personal

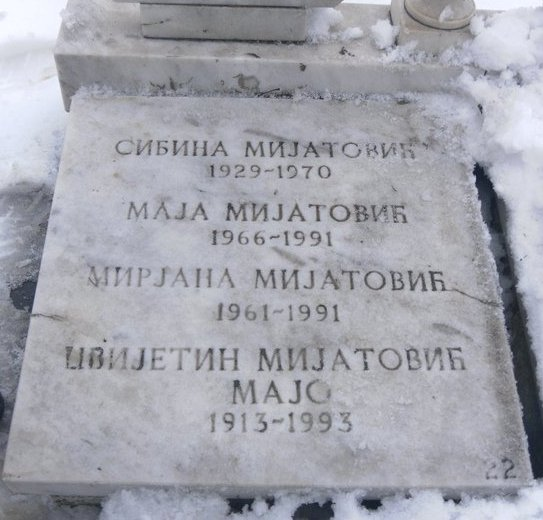
Tumba de Cvjetin Mijatović y su familia en el Cementerio Nuevo de Belgrado.

La primera esposa de Cvijetin, la actriz Sibina Mijatović, murió el 22 de junio de 1970 en un accidente de tráfico. En 1973 se volvió a casar, esta vez con la actriz Mira Stupica (1923-2016).
Tuvo dos hijas de su primer matrimonio, a las que sobrevivió: Mirjana (1961-1991) y Maja (1966-1991). Mirjana se dedicó a la música y fue cantante de la banda de new wave VIA Talas. Maja era actriz y durante un tiempo actuó en varias obras de teatro en el Teatro nacional de Sarajevo, aunque fue más conocida por presentar el programa Nedjeljno popodne de la Televisión de Sarajevo.